# الشبيطة (العدين)

تعديل مصدري - تعديل

الشبيطة محلة تابعة لقرية براحةالسفلي، التابعة لعزلة الجبلين بمديرية العدين إحدى مديريات محافظة إب في الجمهورية اليمنية.، بلغ تعداد سكانها 36 حسب تعداد اليمن لعام 2004.